# Alex Boisvert-Lacroix
Alex Boisvert-Lacroix (* 8. April 1987 in Sherbrooke) ist ein kanadischer Eisschnellläufer und ehemaliger Shorttracker.

## Werdegang
Boisvert-Lacroix begann seine Karriere als Shorttracker. Dabei startete er viermal im Shorttrack-Weltcup und erreichte in der Saison 2007/08 mit dem dritten Platz in Harbin seine einzige Weltcuppodestplatzierung. Im Eisschnelllauf-Weltcup debütierte er im Januar 2012 in Salt Lake City. Dort belegte er den siebten und den dritten Platz im B-Weltcup über 500 m. Im folgenden Monat gewann er bei den Nordamerika-Meisterschaften in Calgary die Silbermedaille über 500 m. Seine ersten Top-Zehn-Platzierungen im A-Weltcup erreichte er zu Beginn der Saison 2012/13 in Heerenveen mit dem Plätzen zehn und neun über 500 m. Zu Beginn der Saison 2015/16 errang er in Calgary mit dem dritten Platz über 500 m seine erste Podestplatzierung im A-Weltcup. Im weiteren Saisonverlauf kam er zweimal auf den dritten und einmal auf den zweiten Platz. Im Januar 2016 wurde er kanadischer Meister im 2 × 500-m-Lauf. Im folgenden Monat holte er bei den Einzelstreckenweltmeisterschaften 2016 in Kolomna die Bronzemedaille im 2 × 500-m-Lauf und belegte bei der Sprintweltmeisterschaft 2016 in Seoul den 18. Platz. Zum Saisonende errang er den fünften Platz im Gesamtweltcup über 500 m. Im folgenden Jahr errang er bei den Einzelstreckenweltmeisterschaften in Gangwon den 13. Platz über 500 m. In der Saison 2017/18 siegte er in Calgary und in Salt Lake City jeweils über 500 m und in Stavanger im Teamsprint. Zudem wurde er in Erfurt Dritter über 500 m. Im Januar 2018 wurde er kanadischer Meister über 500 m. Beim Saisonhöhepunkt, den Olympischen Winterspielen 2018 in Pyeongchang, kam er auf den 11. Platz über 500 m.

## Persönliche Bestzeiten
- 500 m      34,15 s (aufgestellt am 8. Dezember 2017 in Salt Lake City)
- 1000 m    1:07,97 min (aufgestellt am 21. November 2015 in Salt Lake City)
- 1500 m    1:50,13 min (aufgestellt am 16. März 2014 in Calgary)
- 3000 m    4:04,57 min (aufgestellt am 15. August 2015 in Calgary)

## Teilnahmen an Weltmeisterschaften und Olympischen Winterspielen

### Olympische Spiele
- 2018 Pyeongchang: 11. Platz 500 m

### Einzelstrecken-Weltmeisterschaften
- 2016 Kolomna: 3. Platz 2 × 500 m
- 2017 Gangwon: 13. Platz 500 m
- 2020 Salt Lake City: 17. Platz 500 m

### Sprint-Weltmeisterschaften
- 2016 Seoul: 18. Platz Sprint-Mehrkampf

## Weltcupsiege

### Weltcupsiege im Einzel
| Nr. | Datum            | Ort            | Disziplin |
| --- | ---------------- | -------------- | --------- |
| 1.  | 3. Dezember 2017 | Calgary        | 500 m     |
| 2.  | 8. Dezember 2017 | Salt Lake City | 500 m     |

### Weltcupsiege im Team
| Nr. | Datum             | Ort         |
| --- | ----------------- | ----------- |
| 1.  | 19. November 2017 | Stavanger 1 |